# Israelitter
En israelit er bogstaveligt en søn eller efterkommer af patriarken Israel, som også hedder Jakob i Bibelen. Et andet navn for israelitter er "israelsønner". Borgere i den moderne stat Israel kaldes israelere, ikke israelitter.
Ved en israelit menes der almindeligvis et medlem af den generation, der ifølge Det Gamle Testamente udvandrede fra Egypten under Moses' og Arons ledelse. Ifølge Biblen var der ca. 600.000 mand foruden kvinder og børn ved udvandringen fra Ægypten. Før udgangen fra Egypten var israelitterne kendt som hebræere, fra hebraisk ivri, der betyder fra den anden side (af Jordan-floden). 
Israelitterne vandrede i Sinai-ørkenen i 40 år, indtil de nåede Det Hellige Land, og Moses døde. 

## Israels tolv stammer
Ifølge Bibelen var israelitterne opdelt i 12 stammer, som hver var opkaldt efter den af l Jakobs tolv sønner som de nedstammede fra:
1. Ruben
2. Simeon
3. Levi
4. Juda
5. Dan
6. Naftali
7. Gad
8. Asher
9. Issakar
10. Zebulon
11. Josef
12. Benjamin

Sommetider er stammerne Levi og Josef erstattet med Josefs sønner Efraim og Manasse, og Det Gamle testamente indeholder også andre variationer i hvilke stammer, israelitterne er opdelt i.

## Kongeriget Israel
Omkring 750 fvt. var israelitterne delt i et sydligt kongerige kaldet Juda med hovedstad i Jerusalem og et nordligt kongerige kaldet Israel med hovedstad i Samaria. Kongeriget Israel blev i 722 fvt. erobret af de assyriske konger Salmaneser V og derefter af Sargon II. Byen Samaria bliver ødelagt og en del af befolkningen deporteret. Dette giver anledning til forestillingen om de 10 forsvundne stammer. Arkæologisk er der dog intet, som tyder på at der er sket nogen større befolkningsudskiftning i det område, der svarer til kongeriget Israel. Det må derfor være en mindre del af befolkningen i kongeriget Israel, som blev eksileret, mens samaritanerne må anses for de direkte efterkommere af israelitterne fra kongeriget Israel. Dette er også i overensstemmelse med samaritanernes egen selvforståelse. Under alle omstændigheder forsvinder de nordlige stammer ud af historien i forbindelse med den assyriske erobring af kongeriget Israel. 

## Israelittter/jøder i kongeriget Juda
I det sydlige kongerige Juda overlevede stammerne Juda, Benjamin og  Levi. Endvidere ser det ud til, at der er kommet et antal flygtninge fra Israel til Juda, hvilket kan forklare, at de nordlige stammers historier indgår i Det Gamle Testamente. I 586 fvt. blev kongeriget Juda erobret af babylonerne, og en del af befolkningen blev eksileret. Efter persernes erobring af det babylonske rige fik de eksilerede israelitter lov til at vende tilbage til Juda, og der sker herefter et gradvis skifte fra betegnelsen israelitter til betegnelsen jøder, som er afledt af kongeriget Juda. Betegnelse findes allerede i Esters Bog (ca. 4. århundrede fvt.) men rudimenter af opdelingen i israelittiske stammer er lever stadig i 1. århundrede evt. F.eks. kalder apostlen Paulus sig selv "...israelit af fødsel, af Benjamins stamme, hebræer af hebræere..." (Filipperbrevet 3,5).
- Wikimedia Commons har flere filer relateret til Israelitter